# Климент Охридско-Битолски
Климент (на македонска литературна норма: Климент) е духовник на Македонската православна църква, битолски митрополит от 1959 до 1976 година.

## Биография
Роден е в Битоля в 1912 г. със светското име Никола Трайковски (Никола Трајковски). Завършва основно образование в родния си град. Учи право в Белградския и Софийския университет. Работи като преподавател в Битолската гимназия, после в Историческия архив в града, а по-късно като съдия в Народния съд на община Битоля. Занимава се с исторически изследвания.
В 1958 година при самопрогласяването на автокефалността на Македонската православна църква е замонашен в „Света Богородица“ в Побоже. Ръкоположен е за йеродякон и архиерей в „Свети Мина“ в Скопие. На 19 юни 1959 година е хиротонисан за архиерей от патриарх Герман Сръбски, архиепископ Доситей Охридски и Македонски и епископите Никанор Бачки, Симеон Горнокарловацки и Висарион Банатски и става пръв епископ на Преспанско-Битолската епархия в Битоля. На 26 юли 1959 година в Щип заедно с архиепископ Доситей ръкополагат архимандрит Наум и формират Свети архиерейски синод на обновената МПЦ. В 1974 година, с арондацията на епархиите на Македонската православна църква името на епархията е върнато на Охридско-Битолска. Подписва съборното решение от 1967 година за провъзгласяване на автокефален статут на Македонската православна църква.
Умира след дълго боледуване на 18 юни 1979 година.